# Zlecenie maklerskie
Zlecenie maklerskie – oferta kupna lub sprzedaży notowanych na giełdzie papierów wartościowych lub instrumentów finansowych sporządzana przez członka giełdy w ściśle określonej przez giełdę formie.

## Informacje zawarte w zleceniu maklerskim
Każde zlecenie zawiera informacje niezbędne do zawarcia transakcji. Wśród nich wymienić należy:
- nazwę lub kod papieru wartościowego lub instrumentu finansowego, którego zlecenie dotyczy,
- rodzaj oferty (kupno lub sprzedaż),
- limit ceny lub polecenie wykonania zlecenia bez określania limitu ceny,
- liczbę papierów wartościowych lub instrumentów finansowych mających być przedmiotem transakcji,
- termin ważności zlecenia,
- nazwę i kod wystawcy (członka giełdy) zlecenia,
- datę wystawienia zlecenia,
- oznaczenie czy zlecenie ma za cel dokonanie krótkiej sprzedaży papierów wartościowych
- inne informacje dodatkowe wymagane przez giełdę

## Typy zleceń w zależności od limitu ceny
- Limit ceny (limit order, limit) – jest to typ zlecenia w którym składający zlecenie określa pewną wartość graniczną zlecenia. Przy zleceniach kupna jest to górna granica, po której Inwestor zgadza się zakupić dany papier wartościowy lub Instrument finansowy. Przy zleceniach sprzedaży jest to dolna granica, po której Inwestor zgadza się sprzedać dany papier wartościowy lub Instrument finansowy.
- PKC (any, any price, market order, po każdej cenie) – jest to typ zlecenia w którym wystawiający je zgadza się kupić lub sprzedać dany papier wartościowy lub instrument finansowy za dowolne najlepsze ceny zgłoszone przez drugą stronę transakcji.
- PCR (market, market to limit, po cenach rynkowych) – jest to typ zlecenia w którym wystawiający je zgadza się kupić lub sprzedać dany papier wartościowy lub Instrument finansowy za dowolną najlepszą cenę zgłoszoną przez drugą stronę transakcji w chwili przekazania zlecenia na giełdę, przy czym w przypadku gdy zlecenie nie zostało całkowicie zrealizowane, staje się ono zleceniem z limitem ceny o wartości równej cenie zrealizowanej części transakcji.
- PEG – zlecenie typu Peg jest to zlecenie z limitem powiązanym z kursem referencyjnym (tzn. z limitem podążającym za zmianami kursu referencyjnego). Kursem referencyjnym dla zlecenia Peg jest limit najlepszego zlecenia po tej samej stronie arkusza co zlecenie Peg (tzw. Primary Peg). Limit zlecenia Peg jest aktualizowany w sposób ciągły. Podczas składania zlecenia Peg istnieje możliwość zdefiniowania dodatkowego limitu: maksymalnego dla zleceń kupna lub minimalnego dla zleceń sprzedaży, po przekroczeniu którego podstawowy limit zlecenia Peg przestaje być automatycznie aktualizowany przez system. Aktualizacja zlecenia Peg jest wznawiana, jeśli w arkuszu zleceń limit najlepszego zlecenia kupna (sprzedaży) spadnie poniżej (wzrośnie powyżej) maksymalnej (minimalnej) wartości limitu. Dodatkowy limit zabezpiecza inwestora przed zakupem instrumentu po zbyt wysokiej lub przed sprzedażą po zbyt niskiej cenie[1].

## Czas ważności zlecenia
Ze względu na okres ważności zlecenia wyróżnia się następujące typy zlecenia:
- Ważność Domyślna (na dzień bieżący, D) – jest to zlecenie, które jest ważne tylko w trakcie sesji giełdowej w której zostało złożone. Po zakończeniu sesji giełdowej zlecenie zostaje anulowane[2].
- Ważność do określonego dnia (WDD) – jest to zlecenie, które jest ważne tylko do końca sesji giełdowej w określonym dniu. Po zakończeniu sesji giełdowej zlecenie zostaje anulowane[2].
- Ważność do określonego czasu (WDC) – jest to zlecenie, które jest ważne tylko do konkretnej godziny w określonym dniu sesji giełdowej. Po upływie tego czasu zlecenie zostaje anulowane[2].
- Ważność nieograniczona (ważne na czas nieograniczony, WDA) – jest to zlecenie, w którym nie określony jest limit czasu jego ważności. Większość giełd przyjmuje jednak maksymalne ograniczenie w długości takiego zlecenia jako rok kalendarzowy od jego złożenia.
- Ważne na fixing (WDF) – jest to typ zlecenia, które jest ważne do zakończenia najbliższej fazy otwarcia, zamknięcia lub równoważenia.
- Ważne na zamknięcie (WDZ) – jest to typ zlecenia, które jest ważne do zakończenia najbliższej fazy zamknięcia.
- Wykonaj lub anuluj (WLA) – jest to typ zlecenia, które musi zostać zrealizowane w całości w momencie przekazania go na giełdę. Jeśli zlecenie nie mogłoby być zrealizowane zostaje ono anulowane.
- Wykonaj i anuluj (WIA) – jest to typ zlecenia, które powinno zostać zrealizowane w momencie przekazania go na giełdę. Zlecenie zostaje zrealizowana w takiej wielkości na jaką pozwala druga strona transakcji, jednakże niezrealizowana cześć zlecenia zostaje anulowana.

## Warunki dodatkowe zlecenia
- Limit aktywacji (LA) – zlecenie z limitem aktywacji w momencie przekazania na giełdę jest zleceniem nieaktywnym do momentu osiągnięcia przez kurs ostatniej transakcji ceny wskazanej w aktywacji. Po aktywacji tego zlecenia staje się ono zwykłym zleceniem z limitem ceny (stop limit) lub też zleceniem po każdej cenie (stop loss)
- Wielkość Ujawniona (WUJ) – jest to typ zlecenia, które ma na celu sztuczne ukrycia rzeczywistej wielkości zlecenia. Zastosowanie tego parametru powoduje, że na giełdzie zawieranych jest wiele transakcji, o wielkości wskazanej w Wielkości Ujawnionej aż do pełnego wyczerpania wielkości zlecenia. Tego typu warunek stosowany jest najczęściej przez inwestorów posiadających znaczne pakiety instrumentów finansowych.
- Minimalny Wolumen Wykonania (MWW) – jest to określenie warunku minimalnego wykonania zlecenia w momencie przekazania go na giełdę. W przypadku gdy wielkość transakcji, która miałaby zostać zrealizowana na giełdzie nie spełnia wielkości tego warunku, zlecenie zostaje anulowane. W przypadku gdy spełniony zostaje ten warunek, jednakże zlecenie nie zostaje w pełni zrealizowane, zlecenie traci ten warunek i jest traktowane jako zwykłe zlecenie z limitem ceny.